# Єрохін Олександр Вікторович
Олександр Вікторович Єрохін — український політик.

## Життєпис
1963 року народження, освіта вища, проживає в м. Конотопі Сумської області, начальник науково-технічного бюро технічного відділу, в/ч 21653, Сумська обл., м. Конотоп.
Член Прогресивної соціалістичної партії України.
29.03.1998 — кандидат в народні депутати України від Прогресивної соціалістичної партії України № 20 в списку.
З лютого 2001 по квітень 2002 — Народний депутат України 3-го скликання, обраний за списками ПСПУ.